# Oude watertoren (Hilversum)
De oude watertoren in de Nederlandse plaats Hilversum is ontworpen door Compagnie Générale des Conduites d'Eau (Luik) in opdracht van de Utrechtse Waterleiding Maatschappij. De watertoren heeft een neo-romaanse stijl.
De toren werd in 1893 gebouwd in de wijk Trompenberg aan de Jacobus Pennweg 16, het hoogste punt van Hilversum (27 meter boven NAP).
De watertoren heeft een hoogte van 24,5 meter en één waterreservoir van 600 m³. Het reservoir heeft een diameter van 10 meter.
In 1944 werd de watertoren beschadigd door een bombardement, de toren werd in 2000 in originele staat hersteld.